# Callopistes maculatus
La iguana chilena, liguana, palún o lagarto salmón (Callopistes maculatus) es una especie de lagarto de la familia Teiidae. Anteriormente fue denominada Callopistes palluma. Es endémico de Chile y es el lagarto más grande y el reptil terrestre más pesado del país.
Las actuales investigaciones han determinado su posición filogenética dentro de la familia Teiidae y se ha comprobado que se trata de un género vicario, de origen anterior a todos los miembros restantes de la familia Teiidae y por tanto un grupo relicto. El estudio demuestra que como género, se divide tempranamente del resto de la familia Teiidae, posiblemente durante el Cretácico superior o Paleoceno. Se infiere que el género ha sobrevivido durante unos 60 millones de años sin evolucionar de manera importante hasta un nuevo evento, hace 35 millones de años que separa a la especie chilena de la peruana. Gracias a las condiciones geográfica ha logrado perdurar en el territorio chileno. Otras especies ya extintas existieron en Argentina hasta hace 7 M.A. El hallazgo es verdaderamente importante para el conocimiento de la evolución de la familia Teiidae.

## Descripción
Este lagarto puede llegar a medir hasta 50 cm de largo, desde la punta del hocico hasta el final de su gruesa y cilindrocónica cola. La cabeza tiene una forma piramidal, compuesta de mandíbulas poderosas. En el dorso, el cual está compuesto de pequeñas, granulares y yuxtapuestas escamas, presenta una coloración marrón olivácea con cuatro filas de manchas negras bordeadas de blancos posicionadas de manera longitudinal. En la garganta y en la zona ventral, el macho presenta color salmón. Es terrícola y se encuentra en actividad epigea únicamente durante primavera y verano, debido a su ajustado rango de uso de temperatura (estenotermo). Su reproducción es ovípara.

## Alimentación
Es un reptil carnívoro y carroñero, depredando tanto artrópodos (principalmente insectos) como mamíferos pequeños, aves y otros reptiles (también se han registrado situaciones de canibalismo).

## Distribución y hábitat
Endémica de Chile, habita desde la región de Antofagasta hasta la región del Biobío en madrigueras y matorrales, entre los 0 y 3500 m s. n. m.